# Jonas Grof
Jonas Georg Grof (* 3. Mai 1996 in Herdecke) ist ein deutscher Basketballspieler.
Grof wurde in den Nachwuchsmannschaften von Phoenix Hagen ausgebildet und spielte später für dessen Herrenmannschaft in der höchsten deutschen Spielklasse, Basketball-Bundesliga.

## Karriere
Jonas Grof ist der Sohn von Elmar Grof, der in seiner aktiven Zeit als ehemaliger deutscher Basketball-Junioren-Nationalspieler damals für den SSV Hagen ebenfalls in der höchsten deutschen Spielklasse sowie für die Zweitligisten TV Salzkotten und TuS Iserlohn spielte. Zu Beginn seiner Karriere stand Jonas Grof als 16-jähriger Schüler 2012 sogar noch gemeinsam mit seinem Vater auf dem Feld in der Herrenmannschaft des Stammvereins aus Boele-Kabel in der Basketball-Oberliga, der im WBV sechsthöchsten Spielklasse bei den Herren. Zusammen mit unter anderem seinem Boeler Mannschaftskameraden Marcel Keßen spielte der Jugendauswahlspieler auch in den Nachwuchsmannschaften des Erstligisten Phoenix Hagen, wo er von dem ehemaligen Phoenix-Mannschaftskapitän Matthias Grothe und seinem Vater trainiert wurde. Nachdem die Hagener in der Jugend-Basketball-Bundesliga (JBBL) 2012 noch gegen den späteren Titelgewinner und westfälischen Konkurrenten Paderborn Baskets um Lars Kamp und Niklas Kiel den Einzug in das Top Four-Turnier in eigener Halle verpassten, erreichte Grof im Sommer 2012 zusammen mit seinen beiden Konkurrenten in der Jugendnationalmannschaft einen im historischen Vergleich sehr guten fünften Platz bei der U16-Europameisterschafts-Endrunde im Baltikum.
In der nächsthöheren Altersklasse in der Nachwuchs-Basketball-Bundesliga (NBBL) gelang 2013 nun der Einzug in das Top Four, aber wie im Vorjahr in eigener Halle schied die NBBL-Mannschaft von Phoenix diesmal in Bamberg gegen den Titelverteidiger und Gastgeber TSV Tröster Breitengüßbach aus. Anschließend war Grof nach Erreichen des Abiturs für ein Jahr an der „Prep school“ Lee Academy im gleichnamigen Ort in Maine in den Vereinigten Staaten. Er entschied sich jedoch gegen die Aufnahme eines Studiums an einem College in den Vereinigten Staaten und kehrte in seine Heimat zurück, wo er mit der NBBL-Mannschaft 2015 erneut den Einzug in das Top Four erreichte. Zum dritten Mal in vier Jahren verlor man das Halbfinale, diesmal wieder wie 2012 in eigener Halle, aber erst nach zwei Verlängerungen gegen den Nachwuchs von Eintracht Frankfurt, zu dem und seinem Kooperationspartner Skyliners Frankfurt aus der höchsten Herren-Spielklasse unter anderem sein Konkurrent Niklas Kiel gewechselt war. Im Sommer 2015 war Grof dann bereits für die Juniorenauswahl des DBB aktiv, die jedoch auf dem elften Platz der U20-EM-Endrunde eine vordere Platzierung verpasste.
Während des Auslandsjahrs von Grof hatte die im TuS Iserlohn beheimateten Kangaroos unter Trainer Matthias Grothe die Rückkehr in die 2. Basketball-Bundesliga erreicht, wo sie in der ProB-Saison 2014/15 zunächst in der Gruppe Süd der dritthöchsten deutschen Herren-Spielklasse antraten. Nach der Rückkehr trat Grof nun unter seinem ehemaligen Jugendtrainer auch bei den Herren mittels Doppellizenz in der ProB an, wo man als Aufsteiger den ersten Platz nach der Hauptrunde erreichte. Grof erzielte in 26 ProB-Spielen durchschnittlich gut neun Punkte, vier Rebounds und knapp drei Assists pro Spiel.  In den Play-offs um den Aufstieg war Grof mit seiner besten Saison-Punktausbeute in einem Spiel der „Matchwinner“ mit 28 Punkten beim Auswärtssieg in der Viertelfinalserie gegen die Dresden Titans. In der folgenden Halbfinalserie verlor man jedoch gegen den Nord-Dritten SC Rist Wedel und verzichtete anschließend auf den trotzdem möglichen Aufstieg. Grof hatte zudem in der Erstligamannschaft von Phoenix mittrainiert und wurde schließlich nach dem Erstliga-Debüt beim Auswärtssieg bei den MHP Riesen Ludwigsburg im November 2014 zum Saisonende in weiteren fünf Spielen eingesetzt, so dass er schließlich in den sechs Einsätzen auf eine durchschnittliche Einsatzzeit von über zehn Minuten pro Spiel kam. Grof war in der Saison 2015/16 dank der Doppellizenz auch weiterhin in der ProB bei den Iserlohn Kangaroos einsatzberechtigt und bestritt zwölf Saisonspiele für die Iserlohner, spielte aber vornehmlich in der höchsten Spielklasse bei Phoenix (33 Saisoneinsätze mit Mittelwerten von 3,5 Punkten und 2,3 Rebounds pro Partie).
Bei der U20-EM 2016 in Finnland erreichte Grof mit der deutschen Mannschaft den vierten Rang. In der Saison 2016/17 kam er bei Hagen in der Bundesliga zu zehn Einsätzen, ehe die Mannschaft aufgrund einer Insolvenz Ende November 2016 vom Spielbetrieb zurückgezogen wurde. Am 2. Januar 2017 wurde Grof von den Oettinger Rockets Gotha aus der 2. Bundesliga ProA als Neuzugang vermeldet. Im Frühjahr 2017 feierte er mit den Thüringern als Vizemeister den Bundesliga-Aufstieg. Er trug zu diesem Erfolg mit Mittelwerten von 2,9 Punkten sowie 1,9 Rebounds (in 25 Einsätzen) bei.
Im Sommer 2017 wurde er erstmals in den Kader der deutschen A2-Nationalmannschaft berufen. Zur Saison 2017/18 kehrte er zu Phoenix Hagen (mittlerweile in der ProA) zurück. Im August 2017 stand er im Aufgebot der deutschen Studentennationalmannschaft für die Sommer-Universiade 2017 in Taipeh, im September 2018 gab er im Länderspiel gegen die Türkei beim Supercup in Hamburg seinen Einstand in der A-Nationalmannschaft. Grof war in der Zweitligasaison 2018/19 bester Korbvorbereiter der Hagener (5,1 je Begegnung), zudem erzielte er im Schnitt 11,2 Punkte pro Partie. Bei der Sommeruniversiade 2019 in Neapel wurde er mit der deutschen Auswahl Fünfter.
Ende Mai 2020 gab Hagens Zweitligakonkurrent Gladiators Trier Grofs Verpflichtung bekannt. Im Sommer 2022 wechselte er innerhalb der zweiten Liga zu den VfL SparkassenStars Bochum. Im Anschluss an die Saison 2022/23 nahm Grof vorerst Abstand vom leistungsorientierten Basketballsport, um eine elfmonatige Reise in mehrere Länder zu unternehmen. Im März 2024 kehrte er in die Bochumer Mannschaft zurück und verfehlte im weiteren Saisonverlauf den Verbleib in der 2. Bundesliga ProA. Wegen fehlender Aufsteiger blieb Bochum in der Liga, Grof verlängerte seinen Vertrag beim VfL.